# Öhringen Hauptbahnhof
Öhringen Hauptbahnhof vasútállomás Németországban, Öhringen városában.

## Vasútvonalak
Az állomást az alábbi vasútvonal érinti:
- Crailsheim–Heilbronn-vasútvonal (km 91,9)

## Kapcsolódó állomások
A vasútállomáshoz az alábbi állomások vannak a legközelebb:
- Öhringen West (Karlsruhe Albtalbahnhof, S 4)
- Öhringen-Cappel (Öhringen-Cappel, S 4)